# Sliktejaure
Sliktejaure är en sjö i Sorsele kommun i Lappland och ingår i Umeälvens huvudavrinningsområde. Sjön har en area på 0,168 kvadratkilometer och ligger 784,2 meter över havet. Sliktejaure ligger i Vindelfjällen Natura 2000-område.

## Delavrinningsområde
Sliktejaure ingår i det delavrinningsområde (731282-154237) som SMHI kallar för Mynnar i Vuovosjaure. Medelhöjden är 697 meter över havet och ytan är 28,04 kvadratkilometer. Det finns inga avrinningsområden uppströms utan avrinningsområdet är högsta punkten. Aimejukke som avvattnar avrinningsområdet har biflödesordning 4, vilket innebär att vattnet flödar genom totalt 4 vattendrag innan det når havet efter 381 kilometer. Avrinningsområdet består mestadels av skog (64 procent), sankmarker (11 procent) och kalfjäll (23 procent). Avrinningsområdet har 0,41 kvadratkilometer vattenytor vilket ger det en sjöprocent på 1,5 procent.